# Brookea auriculata
Brookea auriculata är en tvåhjärtbladig växtart som beskrevs av T. Yamazaki. Brookea auriculata ingår i släktet Brookea och familjen Stilbaceae. Inga underarter finns listade i Catalogue of Life.